# Unitalia
Unitalia (nom complet en italien : Movimento per l'Alto Adige - Unitalia, Mouvement pour le Haut-Adige - Unitalia) est un parti politique italien, fondé en 1996, qui entend défendre les droits des Italiens face aux discriminations qui seraient dues au « Paquet » (un ensemble de lois et de règlements) voulu notamment par la Südtiroler Volkspartei, le parti majoritaire, pour garantir l'autonomie de la province de Bolzano et défendre les droits des germanophones. Il résulte d'une scission de l'Alliance nationale de cette province. Son président est Donato Seppi, conseiller provincial.
Il est allié au Mouvement social - Flamme tricolore et à La Droite, deux mouvements d'extrême-droite avec lesquels il se présente. Aux élections provinciales de 2008, Unitalia a obtenu 5 689 voix, soit 1,9 %, et un 1 conseiller. En octobre 2013, La Droite présente une liste séparée et Unitalia, avec 1,7 % des voix, perd son unique conseiller.